# 슬로베니아의 마천루 목록
다음은 슬로베니아의 마천루 목록이다.

## 목록
| 순위 | 이름                          | 위치       | 높이 미터 / 피트     | 플로어 | 년   | 노트                                                                     |
| ---- | ----------------------------- | ---------- | -------------------- | ------ | ---- | ------------------------------------------------------------------------ |
| 1    | 수정궁                        | 류블랴나   | 89 미터 (290 피트)   | 22     | 2011 | 슬로베니아에서 가장 높은 건물                                            |
| 2    | 인터 컨티넨탈 호텔 류블랴나   | 류블랴나   | 81 미터 (270 피트)   | 21     | 2017 | 류블 랴나 중심부에서 가장 높은 건물                                      |
| 3    | 류블랴나 세계 무역 센터       | 류블랴나   | 75 미터 (250 피트)   | 18     | 1993 |                                                                          |
| 4    | 시툴라                        | 류블랴나   | 72 미터 (240 피트)   | 21     | 2013 |                                                                          |
| 5    | 티볼스카 50                   | 류블랴나   | 71 미터 (230 피트)   | 15     | 1981 |                                                                          |
| 6    | 네보 티크닉                   | 류블랴나   | 70 미터 (230 피트)   | 13     | 1933 |                                                                          |
| 7    | TR3                           | 류블랴나   | 69 미터 (230 피트)   | 17     | 1973 |                                                                          |
| 7    | 성 요셉 교회                  | 류블랴나   | 69 미터 (230 피트)   |        | 1922 | 슬로베니아에서 가장 높은 교회                                            |
| 9    | 베나브 스키 파크              | 마리보르   | 67 미터 (220 피트)   |        | 2009 |                                                                          |
| 10   | UKC 마리 보르                 | 마리보르   | 65.5 미터 (215 피트) | 16     | 1973 |                                                                          |
| 10   | 세인트 제임스 교회            | 류블랴나   | 65 미터 (210 피트)   |        |      |                                                                          |
| 12   | 에다 센터                     | 노바고리차 | 62 미터 (200 피트)   | 15     | 2011 |                                                                          |
| 13   | 메탈 카 빌딩                  | 류블랴나   | 60 미터 (200 피트)   | 15     | 1963 |                                                                          |
| 13   | TR2                           | 류블랴나   | 60 미터 (200 피트)   | 12     | 1975 |                                                                          |
| 15   | R5                            | 류블랴나   | 59 미터 (190 피트)   | 17     | 2010 |                                                                          |
| 16   | 호텔 플라자                   | 류블랴나   | 58.5 미터 (192 피트) | 17     | 2012 |                                                                          |
| 17   | 우리의 자비로우신 어머니 성당 | 마리보르   | 58 미터 (190 피트)   |        | 1900 |                                                                          |
| 18   | 마리 보르 대성당              | 마리보르   | 57 미터 (190 피트)   |        | 1623 | 원래 종탑의 높이는 76 미터였으나 번개로 인해 1792년에 크기를 줄여야했다. |

## 같이 보기
- 발칸반도의 마천루 목록